# Joseph-Papin Archambault
Pour les articles homonymes, voir Archambault (homonymie).
Joseph-Papin Archambault, né en 1880 à Montréal et décédé le 2 octobre 1966, était un prêtre jésuite et éducateur canadien (québécois). 
Après des études au collège Sainte-Marie de Montréal, il initia plusieurs retraites religieuses et s'inspira de la doctrine sociale de l'Église pour participer à la fondation de l'École sociale populaire, dont il fut le directeur de 1929 à 1959. 
Il créa en 1921 et dirigea durant 40 ans les Semaines sociales du Canada, des colloques annuels destinés à propager l'esprit chrétien et faire connaitre la doctrine sociale de l'Église, pour en influencer les institutions et des lois du Québec.
Il fonda également la Ligue des droits du français, collabora à L'Action nationale de Lionel Groulx et fut fort critique du communisme et du Parti social démocratique du Canada.